# Paragnathiella
Paragnathiella is een geslacht in de taxonomische indeling van de tandmondwormen (Gnathostomulida).
Het geslacht is voor het eerst wetenschappelijk beschreven in 1997 door Sterrer. Er bestaat slechts één soort in het geslacht: Paragnathiella trifoliceps.